# Aleksandr Arutiunow
Aleksandr Iwanowicz Arutiunow (ros. Александр Иванович Арутюнов, orm. Ալեքսանդր Հովհաննեսի Հարությունով, ur. 21 grudnia 1903?/3 stycznia 1904 w Erywaniu, zm. 5 czerwca 1975 w Moskwie) – radziecki neurochirurg.

## Życiorys
Był Ormianinem. W 1929 ukończył studia na Wydziale Medycznym Uniwersytetu Północno-Kaukaskiego w Rostowie nad Donem, pracował jako lekarz rejonowego szpitala w Maryjskiej ASRR i chirurg w klinice N. Bogoraza w Rostowie nad Donem. W 1932 rozpoczął aspiranturę w klinice N. Burdenki w Moskwie, po ukończeniu aspirantury pracował do 1941 w Instytucie Neurochirurgii i jako kierownik wydziału neurochirurgii w szpitalu im. S. Botkina, podczas bitwy nad Chałchin-Goł i wojny z Finlandią służył w oddziałach frontowych jako kierownik grupy lekarzy wojskowych. Po ataku Niemiec na ZSRR do 1943 był kolejno chirurgiem armijnym 6 Armii i 9 Armii Frontu Południowego i głównym chirurgiem Frontu Północno-Kaukaskiego, później głównym chirurgiem Frontu Południowo-Zachodniego i do 1944 3 Frontu Ukraińskiego, w 1944 uzyskał tytuł doktora, a w 1945 profesora. Zajmował się m.in. leczeniem żołnierzy ranionych w głowę. W 1945 objął katedrę neurochirurgii Kijowskiego Instytutu Doskonalenia Lekarzy, a w 1950 kierownictwo Ukraińskiego Naukowo-Badawczego Instytutu Neurochirurgii, w 1964 został dyrektorem Instytutu Neurochirurgii im. N. Burdenki Akademii Nauk Medycznych ZSRR. W 1967 został członkiem rzeczywistym Akademii Nauk Medycznych ZSRR. Napisał ponad 200 prac naukowych, w tym cztery monografie. W 1964 został przewodniczącym Wszechzwiązkowego Naukowego Towarzystwa Neurochirurgów, w 1965 wiceprezesem, a w 1969 prezesem Światowej Federacji Naukowych Towarzystw Neurochirurgicznych. Został pochowany na Cmentarzu Nowodziewiczym.

## Odznaczenia
- Złoty Medal „Sierp i Młot” Bohatera Pracy Socjalistycznej (2 stycznia 1974)
- Order Lenina (dwukrotnie, 2 stycznia 1964 i 2 stycznia 1974)
- Order Czerwonego Sztandaru (dwukrotnie)
- Order Czerwonego Sztandaru Pracy (dwukrotnie)
- Order Czerwonej Gwiazdy

I medale.